# Vakonja
Vakonja (mađ. Zengővárkony)  je selo u južnoj Mađarskoj.
Zauzima površinu od 16,71 km četvornih.

## Zemljopisni položaj
Nalazi se na istočnim obroncima planine Zengő, koja je dio gorja Mečeka, na 46°10' sjeverne zemljopisne širine i 18°26' istočne zemljopisne dužine, sjeveroistočno od Pečuha, u neposrednom susjedstvu kotarskog središta Pečvara, od kojeg se nalazi sjeveroistočno cestom. Óbánya je 5,5 km sjeverno, Varažda je 5 km sjeverno, a Pečvar i Palija su 2 km južno.
Dio ove općine obuhvaća i zaštićeni krajobraz Kelet-Meček, koji je dio nacionalnog parka Dunav-Drava (Duna-Dráva Nemzeti Park).

## Upravna organizacija
Upravno pripada Pečvarskoj mikroregiji u Baranjskoj županiji. Poštanski broj je 7720.

## Stanovništvo
Vakonja ima 414 stanovnika (2001.). 

## Vanjske poveznice
- (mađ.) Zengővárkony honlapja
- Vakonja na fallingrain.com